# Puchar Świata w kombinacji norweskiej 1999/2000
Sezon 1999/2000 Pucharu Świata w kombinacji norweskiej miał zacząć się 4 grudnia 1999 w norweskim Lillehammer, jednak zawody zostały odwołane. Sezon rozpoczął się więc 9 grudnia 1999 w fińskim Vuokatti, zaś ostatnie zawody z tego cyklu zaplanowano we włoskim Santa Caterina, 17 marca 2000 roku.
Zawody odbyły się w 9 krajach: Austrii, Czechach, Finlandii, Francji, Japonii, Niemczech, Norwegii, USA i Włoszech.
Obrońcą Pucharu Świata był Norweg Bjarte Engen Vik. W tym sezonie triumfował Fin Samppa Lajunen, który wygrał 8 z 18 zawodów.

## Kalendarz i wyniki
| Lp. | Data             | Miejscowość       | Konkurencja           | 1. miejsce                                                 | 2. miejsce                                                | 3. miejsce                                                    |
| --- | ---------------- | ----------------- | --------------------- | ---------------------------------------------------------- | --------------------------------------------------------- | ------------------------------------------------------------- |
| 1.  | 4 grudnia 1999   | Lillehammer       | Gundersen K90/15 km   | odwołany                                                   | odwołany                                                  | odwołany                                                      |
| 2.  | 5 grudnia 1999   | Lillehammer       | Sprint K120/7,5 km    | odwołany                                                   | odwołany                                                  | odwołany                                                      |
| 3.  | 9 grudnia 1999   | Vuokatti          | Gundersen K90/15 km   | Ronny Ackermann                                            | Samppa Lajunen                                            | Bjarte Engen Vik                                              |
| 4.  | 11 grudnia 1999  | Vuokatti          | Sprint                | Samppa Lajunen                                             | Bjarte Engen Vik                                          | Hannu Manninen                                                |
| 5.  | 19 grudnia 1999  | Steamboat Springs | Gundersen K120/15 km  | Ladislav Rygl                                              | Samppa Lajunen                                            | Bjarte Engen Vik                                              |
| 6.  | 21 grudnia 1999  | Steamboat Springs | Sprint                | Samppa Lajunen                                             | Bjarte Engen Vik                                          | Ladislav Rygl                                                 |
| 7.  | 3 stycznia 2000  | Oberwiesenthal    | Sprint K120/7,5 km    | Samppa Lajunen                                             | Bjarte Engen Vik                                          | Jari Mantila                                                  |
| 8.  | 5 stycznia 2000  | Reit im Winkl     | Gundersen             | Bjarte Engen Vik                                           | Samppa Lajunen                                            | Mario Stecher                                                 |
| 9.  | 8 stycznia 2000  | Schonach          | Gundersen K90/15 km   | Bjarte Engen Vik                                           | Samppa Lajunen                                            | Mario Stecher                                                 |
| 10. | 11 stycznia 2000 | Val di Fiemme     | Gundersen K90/15 km   | Samppa Lajunen                                             | Kenji Ogiwara                                             | Bjarte Engen Vik                                              |
| 11. | 16 stycznia 2000 | Breitenwang       | Sprint K90/7,5 km     | Samppa Lajunen                                             | Ladislav Rygl                                             | Felix Gottwald                                                |
| 12. | 16 stycznia 2000 | Liberec           | Gundersen K120/15 km  | Ladislav Rygl                                              | Samppa Lajunen                                            | Kenji Ogiwara                                                 |
| 13. | 5 lutego 2000    | Hakuba            | Gundersen K120/15 km  | Bjarte Engen Vik                                           | Hannu Manninen                                            | Ronny Ackermann                                               |
| 14. | 8 lutego 2000    | Nozawa Onsen      | Sprint                | Samppa Lajunen                                             | Bjarte Engen Vik                                          | Ladislav Rygl                                                 |
| 15. | 12 lutego 2000   | Sapporo           | Gundersen K120/15 km  | Kristian Hammer                                            | Todd Lodwick                                              | Mario Stecher                                                 |
| 16. | 26 lutego 2000   | Chaux-Neuve       | Gundersen K90/15 km   | Samppa Lajunen                                             | Jaakko Tallus                                             | Mario Stecher                                                 |
| 17. | 4 marca 2000     | Lahti             | Sprint                | Hannu Manninen                                             | Bjarte Engen Vik                                          | Kristian Hammer                                               |
| 18. | 10 marca 2000    | Oslo              | Gundersen K120/15 km  | Bjarte Engen Vik                                           | Samppa Lajunen                                            | Jaakko Tallus                                                 |
| 19. | 11 marca 2000    | Oslo              | Sprint                | Bjarte Engen Vik                                           | Kenneth Braaten                                           | Kristian Hammer                                               |
| 20. | 16 marca 2000    | Santa Caterina    | Start Masowy K90/ 3x5 | Austria Michael Gruber · Christoph Bieler · Felix Gottwald | Finlandia Hannu Manninen · Jaakko Tallus · Samppa Lajunen | Norwegia Kenneth Braaten · Kristian Hammer · Bjarte Engen Vik |
| 21. | 17 marca 2000    | Santa Caterina    | Gundersen K90/15km    | Samppa Lajunen                                             | Kenji Ogiwara                                             | Lars Andreas Østvik                                           |

## Klasyfikacje
| Lp. | Zawodnik         | Punkty |
| 1.  | Samppa Lajunen   | 2035   |
| 2.  | Bjarte Engen Vik | 1990   |
| 3.  | Ladislav Rygl    | 1274   |
| 4.  | Todd Lodwick     | 1138   |
| 5.  | Ronny Ackermann  | 1100   |
| 6.  | Kenji Ogiwara    | 1076   |
| 7.  | Felix Gottwald   | 1020   |
| 8.  | Mario Stecher    | 955    |
| 9.  | Hannu Manninen   | 898    |
| 10. | Jari Mantila     | 880    |

| Lp. | Zawodnik          | Punkty |
| 1.  | Finlandia         | 5054   |
| 2.  | Norwegia          | 4962   |
| 3.  | Niemcy            | 2945   |
| 4.  | Japonia           | 2674   |
| 5.  | Austria           | 2621   |
| 6.  | Czechy            | 1661   |
| 7.  | Stany Zjednoczone | 1391   |
| 8.  | Francja           | 1284   |
| 9.  | Rosja             | 789    |
| 10. | Szwajcaria        | 434    |